# Egnasia rectilineata
Egnasia rectilineata là một loài bướm đêm trong họ Noctuidae.